# Хрустальная бухта
Хрустальная бухта — фактически несуществующая бухта Севастополя, в силу того, что правый мыс был срезан, а вся бухта застроена бетонными сооружениями городского пляжа «Мыс Хрустальный», который охватывает весь берег бухты и мыс. Входит в перечень Севастопольских бухт. Расположена между Артиллерийской (справа) и Александровской (слева) бухтами. С Хрустального мыса можно видеть 55-метровый обелиск городу-герою, который представляет собой стилизованную композицию штыка и паруса, символизирующую единение армии и флота.